# Acarellina
Acarellina är ett släkte av svampar. Acarellina ingår i divisionen sporsäcksvampar och riket svampar.